# Пелих
Пелих (њем. Pölich) општина је у њемачкој савезној држави Рајна-Палатинат. Једно је од 103 општинска средишта округа Трир-Сарбург. Према процјени из 2010. у општини је живјело 435 становника. Посједује регионалну шифру (AGS) 7235108.

## Географски и демографски подаци
Пелих се налази у савезној држави Рајна-Палатинат у округу Трир-Сарбург. Општина се налази на надморској висини од 343 метра. Површина општине износи 3,2 km². У самом мјесту је, према процјени из 2010. године, живјело 435 становника. Просјечна густина становништва износи 136 становника/km².